# Débéré-Ling
Pour les articles homonymes, voir Débéré et Ling.
Débéré-Ling est une localité située dans le département de Gorom-Gorom de la province du Oudalan dans la région Sahel au Burkina Faso.